# Орищин Євген
Євге́н Ори́щин (14 жовтня 1914, Львів — † 1 вересня 1997) — чемпіон Галичини з гімнастики.

## Біографічні дані
Народився у Львові. Захопився спортом у пластовій організації й невдовзі став одним із найкращих гімнастів Галичини.
На початках своєї тренерської діяльності за короткий період він підготував у Кракові учасників XV Олімпійських ігор у Гельсінкі чемпіонку світу Гелену Ракочі та Єжи Соляжа.
З 1958 року Орищин — беззмінний суддя найпрестижніших гімнастичних форумів.
У 1960 році переїздить до Канади, де бере активну участь у громадському житті української діаспори, працює з молоддю, організовує масові гімнастичні виступи. Свій спадок Євген Орищин заповів на розвиток справи, яку любив понад усе, — спортивної гімнастики. Наразі ці гроші перебувають у розпорядженні стипендійного фонду імені Євгена Орищина, який працює в місті Торонто (Канада).

## Почесті
- 1997 року у Львові засновано Міжнародний меморіал імені Євгена Орищина зі спортивної гімнастики.